# Miomir Mugoša
Pour les articles homonymes, voir Mugoša.
 (décembre 2023).
Si vous disposez d'ouvrages ou d'articles de référence ou si vous connaissez des sites web de qualité traitant du thème abordé ici, merci de compléter l'article en donnant les références utiles à sa vérifiabilité et en les liant à la section « Notes et références ».
Miomir Mugoša est un homme politique monténégrin né le 23 juillet 1950, à Cetinje. Il a exercé la fonction de maire de Podgorica, la capitale du Monténégro, entre 2000 et 2014.

## Biographie
Né à Cetinje, Mugoša démarra sa scolarité à Titograd (ancien nom de Podgorica) et sortit diplômé de la Faculté de médecine de l'université de Belgrade, où il se spécialisa en chirurgie. Il travailla au service d'urgences de la clinique de Podgorica, où il assuma par la suite le rôle de directeur entre 1996 et 1997.
Miomir Mugoša détient le plus long service en tant que ministre du gouvernement monténégrin. Entre 1990 et novembre 2000 il y fut ministre de la Santé, avec une parenthèse de trois mois durant lesquels il occupa le poste de ministre du Travail. Élu maire de Podgorica en 2000, il fut reconduit à ce poste pour un second mandat en 2006, puis pour un troisième mandat en 2010. Il est membre du parti social-démocrate du Monténégro depuis sa fondation.
Miomir Mugoša vit à Mareza, dans la banlieue de Podgorica. Il y détient une propriété familiale. 